# Wasentegernbach
Wasentegernbach war bis 31. Dezember 1971 eine eigenständige Gemeinde und ist seit dem 1. Mai 1978 einer der größten Ortsteile der oberbayerischen Stadt Dorfen im Landkreis Erding. 

## Lage und ehemalige Gemeinde
Der etwa 500 Einwohner zählende Ortsteil liegt je zur Hälfte auf den Abhängen des Schellenberg/Hangerleite und im Tal der Isen, nur getrennt von der Bahnstrecke München–Simbach. Bis 1972 gehörten zur damaligen Gemeinde außer den Weilern Großkatzbach, Loh (Geburtsort von Georg Lohmeier), Bergham, Polding und Kraham noch neun Einöden.

## Geschichte

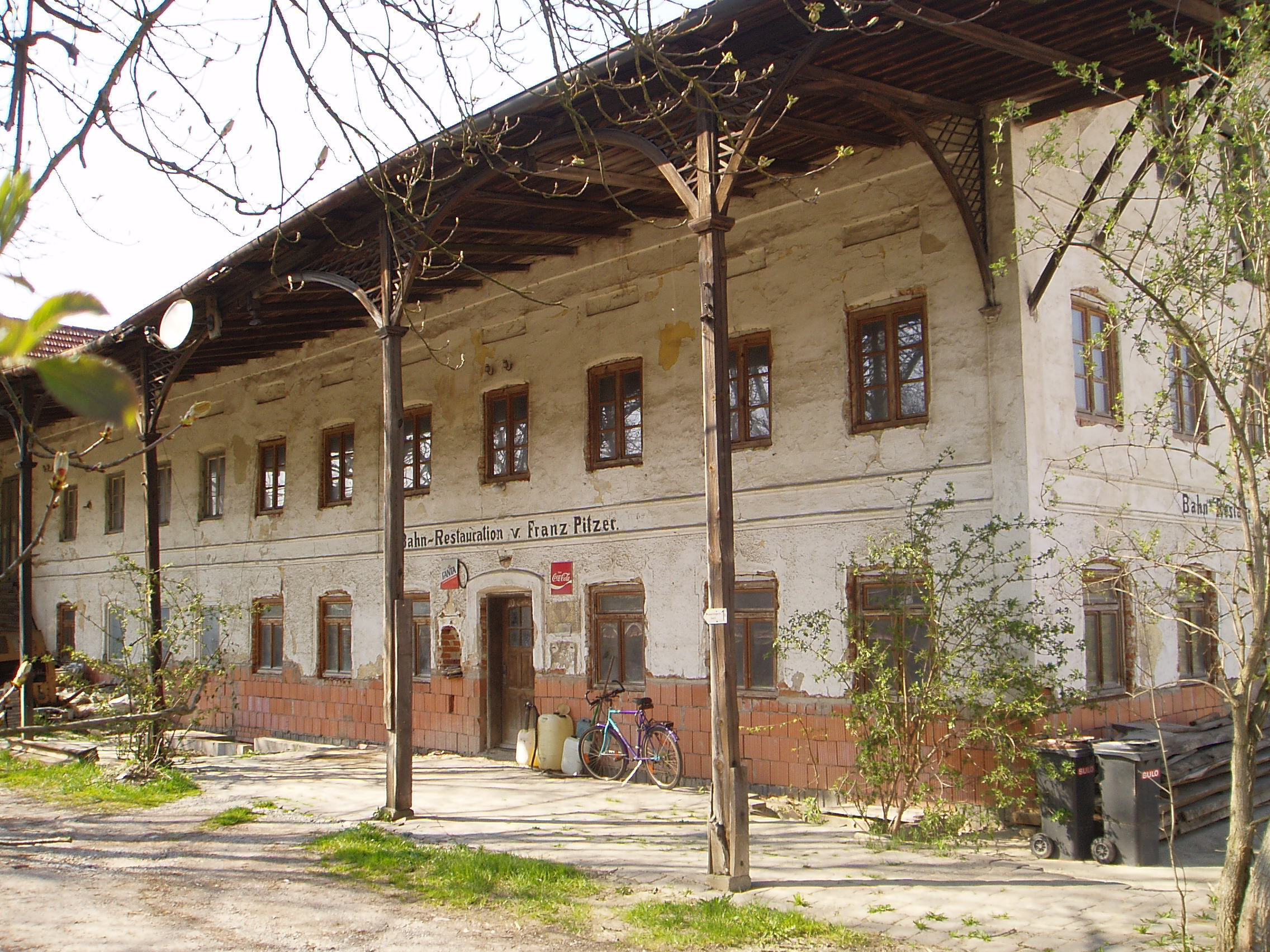
Die Bahn-Restauration v. Franz Pitzer an der Bahnhaltestelle Wasentegernbach

Das Kirchdorf wird mit den Edlen von Tegernbach 1104/22 und ihrer Wasserburg erstmals urkundlich genannt. Von diesen wurde das Kloster Raitenhaslach gegründet. Nach mehrmaligen Herrschaftswechseln kommt das Dorf an Erasmus von Laiming zu Amerang, dessen Familie die Burg nach und nach zum Schloss Wasentegernbach umbaute. 1483 wird Wasentegernbach zur Hofmark, die ab 1582 an die Fürstpropstei Berchtesgaden unter Jakob II. Pütrich ging. Schloss Wasentegernbach diente den fürstpröpstlichen Pflegern, von denen einige in Wasentegernbach oder Schwindkirchen begraben sind, als Verwaltungszentrum der Hofmarken Wasentegernbach, Eibach, Haus und Breitenloh, später auch Grüntegernbach, die heute allesamt Ortsteile der Stadt Dorfen sind. Im Zuge der Säkularisation wurde das Schloss bis auf einen kleinen Teil abgerissen und der Ort zu einer Gemeinde. Das Wappen dieser Hofmark, siehe auch im Abschnitt  Sehenswertes den Kupferstich von Michael Wening, war das der Fürstpropstei mit einem Mittelschild des jeweils gerade amtierenden Fürstpropstes, der in dem Kupferstich deshalb nicht den Erwerber der Hofmark Jakob II. Pütrich, sondern den über die Entstehung des Kupferstichs hinaus noch viele Jahre amtierenden kurkölnischen Administrator der Fürstpropstei Joseph Clemens von Bayern repräsentieren sollte.
Bis zum 31. Dezember 1971 war Wasentegernbach eine eigene Gemeinde und bildete anschließend zusammen mit Grüntegernbach die Gemeinde Tegernbach, die wiederum im Zuge der Gebietsreform am 1. Mai 1978 in die Stadt Dorfen eingemeindet wurde.
Von 1898 bis 1988 hatte Wasentegernbach eine eigene Bahnstation an der Bahnstrecke München–Simbach. Das Postamt wurde bereits 1969 verlegt.
Seit 1994 existiert südöstlich von Wasentegernbach das Ultraleichtfluggelände Wasentegernbach.

## Sehenswertes
- Die kleine Dorfkirche St. Johannes ist ein spätgotischer Bau des späten 15. Jahrhunderts mit einem hohen schlanken Turm, der 1768 barockisiert wurde. Im Innern besitzt sie einen Frührokoko-Hochaltar und am Netzrippengewölbe freigelegte Renaissance-Fresken.

- Vom Schloss Wasentegernbach, in das wiederum die Reste einer vermutlich Ende des 11. Jahrhunderts errichteten Wasserburg verbaut wurden,[2] ist nur noch ein dreigeschossiger, erst zum Wohn- später zum Gästehaus umgebauter Rest des Hauptgebäudes erhalten geblieben.[7][8]

## Persönlichkeiten
- Georg Lohmeier (1926–2015), in Loh geborener Schriftsteller, Regisseur und Schauspieler
- Franz Weilnhammer (1938–2002) in Wasentegernbach geborener Pianist und künstlerischer Leiter der „Internationalen Herbsttage für Musik“, sowie Musikdirektor der Musikschule Iserlohn.